# Glándulas areolares
Las glándulas areolares o glándulas de Montgomery son glándulas apocrinas localizadas en las areolas rodeando al pezón. Estas glándulas producen secreciones apocrinas que mantienen la areola y el pezón lubricado y protegido. Las sustancias volátiles que también segregan las glándulas pueden servir de estímulo olfativo para el apetito de los recién nacidos durante la lactancia.
La porción de las glándulas areolares que se pueden apreciar en la piel reciben el nombre de "tubérculos de Montgomery". Estas protuberancias redondeadas pueden localizarse en la areola y en el propio pezón. Su tamaño puede apreciarse más cuando el pezón se estimula. La piel que se encuentra sobre las glándulas areolares está lubricada y tiende a ser más lisa que el resto de la epidermis areolar. Durante el embarazo y la lactancia los tubérculos de Montgomery tienen un aspecto más marcado.
El número de glándulas areolares varía significativamente entre individuos, existiendo generalmente entre 4 y 28 glándulas por areola.
Estas glándulas reciben el nombre de William Fetherstone Montgomery (1797-1859), obstetra irlandés que las describió por primera vez en 1837.